# Henrik Dam Kristensen

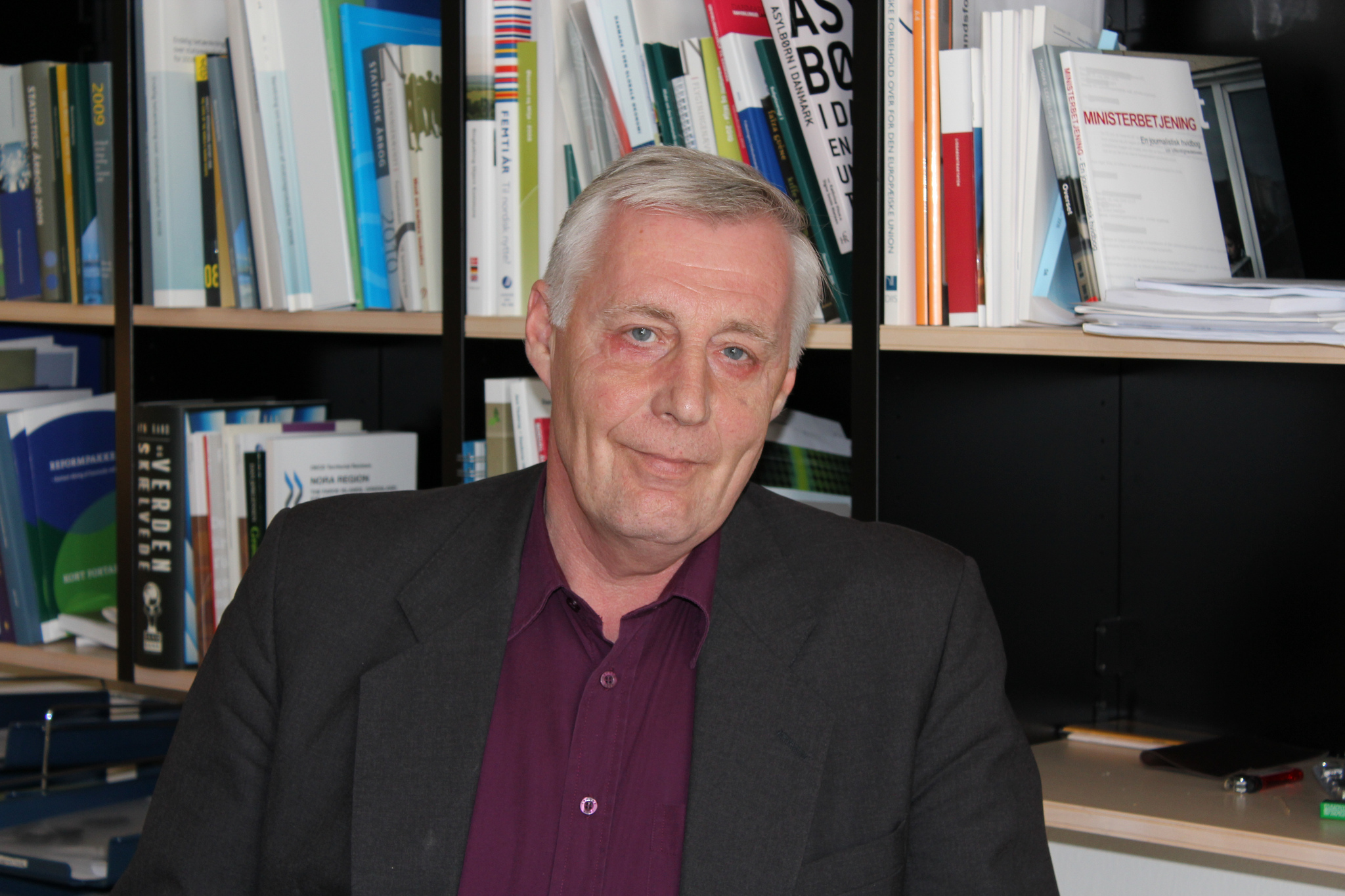
Henrik Dam Kristensen

Henrik Dam Kristensen este un om politic danez, membru al Parlamentului European în perioada 2004-2009 din partea Danemarcii.
1. 1 2   https://www.ft.dk/medlemmer/mf/h/henrik-dam-kristensen Lipsește sau este vid: |title= (ajutor)
2. ↑  Deputații în Parlamentul European